# Michel Aflaq

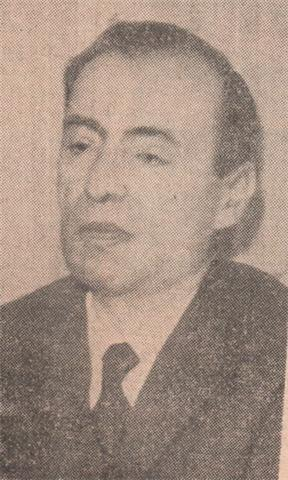
Aflaq in 1966

Michel Aflaq of Aflak (Arabisch: ميشيل عفلق Mīšīl ʿAflaq) (Damascus, 1910 — Parijs, 23 juni 1989) was een van de oprichters van de Socialistische Partij van de Arabische Herrijzenis, beter bekend onder haar Arabische naam Ba'ath-partij.

## Studententijd
Michel Aflaq werd geboren in een typische Arabische middenklasse familie in Damascus. Michel Aflaq behoorde niet tot islamitische geloof maar tot het Grieks-orthodoxe christelijke geloof. De Grieks-orthodoxie speelde een vooraanstaande rol in het panarabisme of Arabisch nationalisme van de jaren 40, 50 en 60. In de jaren 30 studeerde hij geschiedenis aan de Sorbonne universiteit. Aanvankelijk voelde hij zich aangetrokken tot het communisme en terug in Syrië werd hij lid van de Syrische Communistische Partij. Later brak hij met het communisme en werd een vurig Arabisch nationalist. Hij werd tevens een felle anticommunist.

## Oprichting van de Ba'ath-partij
Aan het einde van de jaren 30 was hij leraar aan een school in Damascus. Hij kwam in contact met andere Arabische nationalisten, zoals Salah al din Bitar (een soenniet) en Zaki Arsuzi (een sjiiet). In 1940 richtten zij een Arabisch nationalistische studieclub op die in 1943 de naam 'Arabische Ba'ath' (=Herrijzenis) kreeg. In 1947 werd dit een legale politieke partij onder de naam 'Socialistische Partij van de Arabische Herrijzenis' (Arabische Socialistische Ba'ath-partij). De Ba'ath was nationalistisch, seculier en socialistisch, maar ook fel anticommunistisch, hoewel ze de cellenopbouw van hun partij duidelijk heeft overgenomen van de traditionele leninistische partijen. Omdat de Ba'ath-partij voor heel Arabië bedoeld was, richtten aanhangers van Aflaq, Bitar en Arsuzi overal in de Arabische wereld regionale afdelingen van de Ba'ath op. De centrale leiding van de Ba'ath was in Damascus gevestigd onder leiding van Aflaq, die secretaris-generaal werd. In 1954 fuseerde de Ba'ath in Syrië met de Arabische Socialistische Partij. Nadat de Ba'ath in 1963 in Syrië aan de macht was gekomen steeg de machtspositie van Aflaq. Spoedig raakte hij in conflict met de linkse, militaire vleugel van Ba'ath die onder leiding van luitenant-generaal der luchtmacht Hafez al-Assad stond.

## Vertrek uit Syrië
Omdat hij tot rechtervleugel van de Ba'ath behoorde, moest Aflaq in 1966 Syrië verlaten omdat daar de linkervleugel aan de macht was gekomen. Aflaq ging in ballingschap, eerst in Libanon en later in Brazilië. In 1968 ging Aflaq, op uitnodiging van de centrumrechtse Ba'ath-regering in Irak naar dat land, waar hij als secretaris-generaal van de Ba'ath-partij werd hersteld. In 1970 ging hij opnieuw naar Libanon, maar keerde in 1974 naar Irak terug. In de jaren 70 en 80 diende hij onder Saddam Hoessein als een soort levende icoon of een levende Lenin die bij speciale gelegenheden van stal werd gehaald om de boel een extra tintje te geven. De Iraakse media maakten in 1989, vlak voor zijn sterven, bekend dat Aflaq tot de islam was overgegaan.

## Betekenis
Nu tegenwoordig de Ba'ath-ideologie onder vuur ligt, omdat het twee dictaturen aan de macht bracht, heeft het Arabische nationalisme van de Ba'ath-partij in veel Westerse, maar ook Arabische ogen afgedaan. Toch stonden Aflak, Bitar en Arsuzi niet voor een dictatoriaal regime of voor militarisme. De leer van de Ba'ath zoals zij die formuleerden komt gematigd over. 